# أرشيبالد هيو ميتشيل
أرشيبالد هيو ميتشيل هو سياسي كندي، ولد في 14 سبتمبر 1903 في كندا، وتوفي في 28 مايو 1986. حزبياً، نشط في Social Credit Party of Canada ‏. وقد انتخب عضو مجلس العموم الكندي.